# Миничево
Миничево — деревня в Яшкинском районе Кемеровской области России. Входит в состав Пачинского сельского поселения.

## История
Основано в 1776 году. В 1911 году в деревне, входившей в состав Пачинской волости Томского уезда, имелось 43 двора и проживало 240 человек (120 мужчин и 120 женщин).
По данным 1926 года имелось 78 хозяйств и проживало 365 человек (в основном — русские). В административном отношении деревня входила в состав Морковкинского сельсовета Поломошинского района Томского округа Сибирского края.

## География
Деревня находится в северной части Кемеровской области, в юго-восточной части Западно-Сибирской равнины, на берегах реки Писаной, вблизи места впадения в неё реки Киргизки, на расстоянии примерно 15 километров (по прямой) к юго-востоку от посёлка городского типа Яшкино, административного центра района. Абсолютная высота — 158 метров над уровнем моря.

### Часовой пояс
Деревня Миничево, как и вся Кемеровская область, находится в часовой зоне МСК+4. Смещение применяемого времени относительно UTC составляет +7:00.

## Население
| 2010 |
| ---- |
| 9    |

Гендерный состав
По данным Всероссийской переписи населения 2010 года в гендерной структуре населения мужчины составляли 66,7 %, женщины — соответственно 33,3 %.

## Улицы
Уличная сеть деревни состоит из четырёх улиц.